# Aloysius Gentili
Aloysius Luigi Gentili (14 de julho de 1801 Roma - 26 de setembro de 1848 Dublin ) foi um clérigo rosminiano italiano.

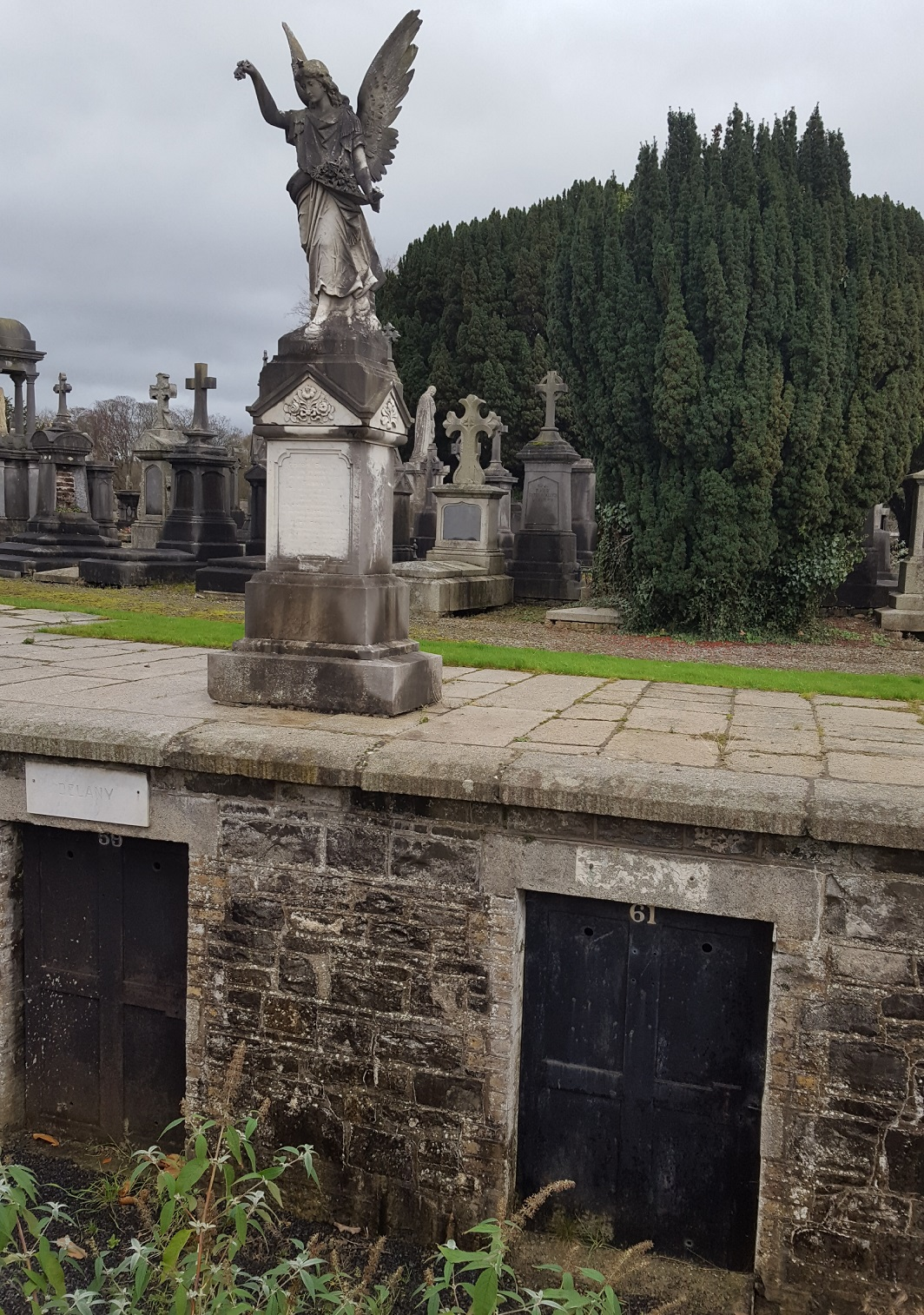
A abóbada funerária do Pe. Aloysius Gentili, Glasnevin, Dublin

## Biografia
Sua infância foi a de um jovem brilhante do mundo. Ele procurou ser admitido na Companhia de Jesus, mas foi recusado por causa de sua saúde. Conheceu o Padre Rosmini que o aceitou como postulante do recém-fundado Instituto da Caridade. Permaneceu em Roma, frequentando aulas de teologia enquanto residia no Irish College para aperfeiçoar o inglês, e após a ordenação sacerdotal, em 1830, foi a Domodossola para fazer o noviciado. 
Enquanto Gentili morava no Irish College, Ambrose Phillips de Lisle, um jovem cavalheiro inglês que se convertera ao catolicismo romano quando era estudante em Cambridge, chegou a Roma. Este zeloso convertido solicitou ao reitor do Irish College um padre para pregar a fé católica nas vizinhanças de sua casa ancestral. O reitor sugeriu o Abate Gentili como em todos os aspectos adequados para o propósito. Isso levou a uma grande amizade entre o jovem padre e de Lisle, a apresentação de todo o projeto a Rosmini, e eventualmente à vinda de Gentili e outros padres para a Inglaterra em 1835. Não foi apenas o convite de Lisle que trouxe a Rosminianos para a Inglaterra. Nesse ínterim, o Vigário Apostólico Peter Augustine Baines procurou obter os serviços dos padres para seu Prior Park College. Embora Rosmini tenha dado seu consentimento já em 1831, o pequeno bando não partiu de Civitavecchia até 22 de maio de 1835. O Papa Gregório XVI subiu a bordo do navio e abençoou os três como "missionários italianos" antes de partirem. 
Gentili e seus companheiros chegaram a Londres em 15 de junho. Poucos dias depois, Gentili pregou seu primeiro sermão na Inglaterra, em Trelawney House, na Cornualha, para onde foram convidados por Sir Henry Trelawney, um converso. Ele tomou como seu texto: "Tu és Pedro e sobre esta pedra edificarei a minha igreja". Logo depois, os missionários se estabeleceram em Prior Park, onde, no início do ano seguinte (1836), Gentili deu um retiro para todo o colégio. 
Por dois anos, Gentili foi nomeado presidente do Prior Park; mas o plano do Bispo Baines de combinar professores seculares e regulares em sua equipe foi mal aconselhado e acabou levando à retirada total dos padres do Prior Park College. Em 1840 foi inaugurado o assentamento missionário em Grace Dieu, a sede de Lisle, a partir do qual como centro eles evangelizaram grande parte do país vizinho. Os trabalhos de Gentili foram recompensados em um espaço de cerca de dois anos, pela recepção de sessenta e um adultos convertidos, o batismo de sessenta e seis crianças menores de sete anos de idade e de vinte outras crianças condicionalmente, e a conversão de um clérigo anglicano, Rev Francis Wackerbarth. 
Em 1842, Gentili visitou Oxford, onde é provável que tenha conhecido Newman. Ele conheceu um dos principais e mais amados seguidores de Newman, William Lockhart, um jovem escocês formado. O resultado foi que durante o mês de agosto do ano seguinte, Lockhart veio visitar o Padre Gentili em Loughborough e foi recebido na Igreja Católica, e um pouco depois, entrou como postulante da Ordem. Essa conversão foi a primeira do Movimento de Oxford, precedendo a recepção do próprio Newman em pelo menos dois anos. 
A primeira missão pública, dada em Loughborough pelos padres Gentili e Furlong, teve sucesso: sessenta e três convertidos foram instruídos e recebidos nela. Missões públicas em todo o país se alternaram com retiros espirituais em faculdades e comunidades pelos próximos cinco anos. 
Os anos de 1844 a 1848 foram ocupados com inúmeras missões populares e retiros por toda a Inglaterra. Em Newcastle, 250 protestantes adultos foram recebidos na Igreja; em missões de Manchester em três das principais igrejas produziram nada menos que 378 convertidos. Em 1848, Gentili deu sua grande missão em Dublin, onde, apesar da agitação política daquele ano, os confessionários estavam tão lotados que os padres muitas vezes se sentavam lá sem interrupção desde a última instrução da noite até a missa da manhã seguinte. Gentili morreu em Dublin após apenas alguns dias de doença. Seus restos mortais agora estão em St Michael's, Omeath, no condado de Louth, na República da Irlanda.  